# لانتانا مزيفة
لانتانا مزيفة (الاسم العلمي:Lantana notha) هي نوع نباتي يتبع جنس اللانتانا من فصيلة اللويزية.